# Дереволаз білогорлий
Дереволаз білогорлий (Nasica longirostris) — вид горобцеподібних птахів родини горнерових (Furnariidae). Мешкає в Амазонії. Це єдиний представник монотипового роду Білогорлий дереволаз (Nasica).

## Опис
Довжина птаха становить 35-36 см, вага 78-92 г. Голова невелика, шия довга, тонка, хвіст довгий, тіло струнке. Тім'я чорнувате, поцятковане тонкими білуватими смужками, над очима вузькі білі "брови". Верхня частина тіла яскраво-рудувато-коричнева. Горло біле, решта нижньої частини тіла коричнева, груди і шия з боків поцятковані вузькими білими плямами з чорними краями. Дзьоб довгий, прямий, роговий.

## Поширення і екологія
Білогорлі дереволази мешкають в Колумбії, Венесуелі, Еквадорі, Перу, Бразилії, Болівії і Французькій Гвіані. Вони живуть в амазонській сельві, варзейських лісах (тропічних лісах у заплавах Амазонки і її притоків) і в заростях на берегах водойм. Зустрічаються поодинці або парами, на висоті до 500 м над рівнем моря. Рідко приєднуються до змішаних зграй птахів. Живляться комахами та іншими безхребетними, яких шукають серед опалого листя, епіфітів і тріщин в корі, іноді також дрібними амфібіями і плазунами.